# Tornado (Walibi Belgium)
De Tornado was een stalen achtbaan in het Belgische attractiepark Walibi Belgium. De Tornado werd in 1979 gebouwd door Vekoma en werd in 2006 na meer dan 3 jaar stilstand gesloopt.

## Geschiedenis
In 1979 wilde Eddy Meeùs een achtbaan bouwen in zijn attractiepark naar voorbeeld van een aantal Amerikaanse parken die hij bezocht had. Hij benaderde het Nederlandse bedrijf Vekoma dat toen alleen nog achtbanen verkocht van de Amerikaanse producent Arrow Dynamics en er nog nooit eerder zelf een had gemaakt. Tornado werd de eerste door Vekoma zelf gebouwde achtbaan. Vooraf werd Meeùs gewaarschuwd door verschillende andere parken dat een achtbaan van zo'n aard het verkeerde soort bezoekers zou aantrekken. Tornado bleek echter een succes en Alton Towers opende later Corkscrew gevolgd door de Efteling met de Python. Met deze zet werd Walibi Waver aanzien als het meest toonaangevende pretpark van Europa. Hierna begon in Europa, maar vooral in België, een ware concurrentiestrijd tussen de grote parken om vernieuwende en moderne attracties in hun park te plaatsen. Bij verschillende pretparkfans spreekt men over die periode als 'de gouden jaren van de Belgische pretparken'. Een concurrentie waarvan de laatste jaren in België nog nauwelijks sprake is.

### Sluiting
Tijdens seizoen 2002 speelden er geruchten die beweerden dat de attractie uit het park verwijderd zou worden. Het park sprak deze geruchten tegen en zei dat de attractie niet zou verdwijnen. Bij de start van seizoen 2003 bleek dat de achtbaan plots uit de attractielijst geschrapt was en van de parkplattegrond verdwenen was. De tekening op de plattegrond werd vervangen door bomen en de toegang tot de attractie was geblokkeerd met grote houten panelen. De achtbaan bleef nog 3 jaar niet-operatief in het park staan. In 2005 maakte de toenmalige directeur van het park, Rudy Hulsman, bekend dat Tornado nog voor één keer opengesteld zou worden voor het grote publiek, maar niet als achtbaan. In oktober 2005 konden bezoekers en fans nog een laatste keer bij de Tornado tijdens Halloween. Tornalloween was een spookhuis, gelegen rond de achtbaan Tornado. Enkele maanden later werd de achtbaan ontmanteld, verkocht als schroot en vervangen door Vertigo.

## Gelijkaardige achtbanen
Hetzelfde model achtbaan staat anno 2022 nog in 2 andere attractieparken:
- Lunapark (Frankrijk) (Cap d'Agde)
- Beto Carrero World